# Jerry West
Jerry West, właśc. Jerome Alan West (ur. 28 maja 1938 w Chelyan, zm. 12 czerwca 2024 w Los Angeles) – amerykański koszykarz, trener i działacz sportowy. Mistrz olimpijski z Rzymu. Jego sylwetka znajduje się w logo NBA.
Uchodzi za jednego z najlepszych rzucających obrońców w historii NBA. 

## Życiorys
Studiował w West Virginia University i w 1959 doprowadził tamtejszą drużynę koszykarską Mountaineers do finału NCAA. W 1960 znalazł się w składzie reprezentacji USA (amatorskiej) na Igrzyska Olimpijskie w Rzymie, gdzie zdobył złoty medal. W tym samym roku trafił do NBA – został wybrany w drafcie przez Minneapolis Lakers (krótko przed przenosinami Lakers do Los Angeles) z drugim numerem, za Oscarem Robertsonem.
Los Angeles Lakers był jedynym klubem w zawodowej karierze Westa – jego barw bronił przez 14 lat. W tym czasie zdobył ponad 25 000 punktów (średnia 27 na mecz), należy do elitarnego grona graczy, którzy w jednym spotkaniu zdobywali ponad 60 punktów. Noszący przydomek Mr. Clutch zawodnik swój jedyny pierścień mistrzowski zdobył w 1972 (w finałach grał 9 razy) – Lakers w decydujących meczach pokonali nowojorskich Knicks. W 1980 został włączony do Koszykarskiej Galerii Sław im. Jamesa Naismitha, a 19 listopada 1983 Los Angeles Lakers zastrzegło jego numer 44, z którym występował przez 14 sezonów. W 1996 został wybrany do grona 50 najlepszych zawodników w historii NBA. Jest także jedynym zawodnikiem, który otrzymał nagrodę MVP Finałów jako członek drużyny pokonanej (1969 – Lakers przegrali 3-4 z Bostonem).
W sezonie 1965/66 ustanowił rekord rozgrywek zasadniczych NBA, trafiając 840 celnych rzutów wolnych.
Podczas rozgrywek 1965/1966, 1969/1970, 1970/1971 i 1971/1972 zajął drugie miejsce w głosowaniu na MVP fazy zasadniczej.
Po zakończeniu kariery zawodniczej nadal był związany z Lakers. W latach 1976–1979 pełnił funkcję głównego szkoleniowca, w następnych latach znajdował się w sztabie szkoleniowo-menedżerskim. W 1982 został generalnym menedżerem, a w 1994 prezesem ds. koszykówki. Jest uznawany za głównego konstruktora mistrzowskich drużyn Lakers z lat 80. (z Magiciem Johnsonem oraz Kareemem Abdul-Jabbarem) i przełomu tysiącleci (z Shaquillem O’Nealem i Kobe Bryantem). Funkcję przestał pełnić w 2000.
30 kwietnia 2002 został prezesem ds. koszykarskich (President of Basketball Operations) w Memphis Grizzlies. W oparciu o Pau Gasola zbudował w Memphis silną drużynę. To on podjął decyzję o zatrudnieniu pierwszego Polaka w NBA – Cezarego Trybańskiego. W 2007, w wieku 69 lat West przeszedł na emeryturę, zwalniając stanowisko dyrektora generalnego Grizzlies.
Powrócił do NBA 19 maja 2011 roku jako członek rady wykonawczej współpracując bezpośrednio z właścicielem i generalnym menedżerem Golden State Warriors. Latem 2017 roku przestał pełnić rolę doradcy w Golden State Warriors. Od początku sezonu 2017/18 wspiera szkoleniowca Clippers – Doca Riversa.
W 2019 otrzymał Prezydencki Medal Wolności.

## Osiągnięcia
Na podstawie realgm.com (ang.), o ile nie zaznaczono inaczej.

### NCAA
- Wicemistrz NCAA (1959)
- Uczestnik:
  - rozgrywek Sweet Sixteen turnieju NCAA (1959, 1960)
  - turnieju NCAA (1958–1960)
- Mistrz:
  - turnieju konferencji Southern (1958–1960)
  - sezonu regularnego konferencji Southern (1958, 1959)
- Most Outstanding Player (MOP=MVP) turnieju NCAA Final Four (1959)[9]
- dwukrotny zawodnik roku konferencji Southern (1959, 1960)[10]
- Wybrany do:
  - I składu:
    - All-American (1959, 1960)[11]
    - NCAA Final Four (1959 przez Associated Press)[12]

  - III składu All-American (1958 przez Associated Press, United Press International)
  - Akademickiej Galerii Sław Koszykówki (2006)[13]

### NBA
- Mistrz NBA (1972)[14]
- 8-krotny wicemistrz NBA (1962–1963, 1965–1966, 1968–1970, 1973)[14]
- MVP:
  - finałów NBA (1969)[14]
  - meczu gwiazd NBA (1972)[15]
- Uczestnik meczu gwiazd:
  - NBA (1960–1974)[16]
  - Legend NBA (1984)[17]
- Wybrany do:
  - I składu:
    - NBA (1962–1967, 1970–1973)[18]
    - defensywnego NBA (1970–1973)[19]

  - II składu:
    - NBA (1968, 1969)
    - defensywnego NBA (1969)
- Lider:
  - strzelców NBA (1970)[20]
  - NBA w asystach (1972)[21]
  - play-off w:
    - średniej:
      - zdobytych punktów (1965, 1966, 1968, 1969)[22]
      - asyst (1970, 1972, 1973)[23]

    - liczbie celnych rzutów wolnych (1965, 1968–1970, 1973)[24]
- Klub Lakers zastrzegł należący do niego numer 44[25]
- 3-krotnie zaliczany do grona najlepszych zawodników w historii NBA przy okazji obchodów rocznicowych:
  - 35-lecia istnienia – NBA 35th Anniversary Team[26]
  - 50-lecia istnienia – NBA’s 50th Anniversary All-Time Team[27]
  - 75-lecia istnienia – NBA 75th Anniversary Team (2021)[28]
- Członek Koszykarskiej Galerii Sław (Naismith Memorial Basketball Hall Of Fame – 1980)[29]

### Reprezentacja
- Mistrz:
  - olimpijski (1960)[30]
  - igrzysk panamerykańskich (1959)[31]
- Wybrany do Koszykarskiej Galerii Sław jako członek drużyny olimpijskiej z 1960 roku (Naismith Memorial Basketball Hall Of Fame – 2010)[32]

### Menedżer
- dwukrotny Menedżer Roku (1995, 2004)[33]

### Rekordy kariery
| Statystyka                     | Rekord | Data                 | Przeciwko       |
| ------------------------------ | ------ | -------------------- | --------------- |
| Punkty:                        | 63     | 17 stycznia 1962     | New York Knicks |
| Asysty:                        | 16     | 10 listopada 1965    | Detroit Pistons |
| Minuty:                        | 39     | 11 lipca 1971        | New York Knicks |
| Celne rzuty z pola:            | 22     | 17 stycznia 1962     | New York Knicks |
| Oddane rzuty z pola:           | 22     | 10 listopada 1965    | New York Knicks |
| Celne rzuty wolne:             | 20     | 4 razy               |                 |
| Oddane rzuty wolne:            | 30     | 17 października 1964 | New York Knicks |
| Na podstawie realgm.com (ang.) |        |                      |                 |

## Statystyki

### Statystyki zawodnicze
Na podstawie Basketball-Reference.com (ang.)

#### Sezon regularny
| Sezon   | Drużyna     | M   | S5          | MPG  | FG%   | 3P% | FT%   | RPG | APG | SPG         | BPG         | PPG  |
| ------- | ----------- | --- | ----------- | ---- | ----- | --- | ----- | --- | --- | ----------- | ----------- | ---- |
| 1960/61 | L.A. Lakers | 79  | nie liczono | 35.4 | 41.9% | –   | 66.6% | 7.7 | 4.2 | nie liczono | nie liczono | 17.6 |
| 1961/62 | L.A Lakers  | 75  | nie liczono | 41.2 | 44.5% | –   | 76.9% | 7.9 | 5.4 | nie liczono | nie liczono | 30.8 |
| 1962/63 | L.A Lakers  | 55  | nie liczono | 39.3 | 46.1% | –   | 77.8% | 7.0 | 5.6 | nie liczono | nie liczono | 27.1 |
| 1963/64 | L.A Lakers  | 72  | nie liczono | 40.4 | 48.4% | –   | 83.2% | 6.0 | 4.9 | nie liczono | nie liczono | 28.7 |
| 1964/65 | L.A Lakers  | 74  | nie liczono | 41.4 | 49.7% | –   | 82.1% | 6.0 | 6.1 | nie liczono | nie liczono | 31.0 |
| 1965/66 | L.A Lakers  | 79  | nie liczono | 40.7 | 47.3% | –   | 86.0% | 7.1 | 6.8 | nie liczono | nie liczono | 31.3 |
| 1966/67 | L.A Lakers  | 66  | nie liczono | 40.5 | 46.4% | –   | 87.8% | 5.9 | 6.1 | nie liczono | nie liczono | 28.7 |
| 1967/68 | L.A Lakers  | 51  | nie liczono | 37.6 | 51.4% | –   | 81.1% | 5.8 | 6.9 | nie liczono | nie liczono | 26.3 |
| 1968/69 | L.A Lakers  | 61  | nie liczono | 39.2 | 47.1% | –   | 82.1% | 4.3 | 7.5 | nie liczono | nie liczono | 25.9 |
| 1969/70 | L.A Lakers  | 74  | nie liczono | 42.0 | 49.7% | –   | 82.4% | 4.6 | 9.5 | nie liczono | nie liczono | 31.2 |
| 1970/71 | L.A Lakers  | 69  | nie liczono | 41.2 | 49.4% | –   | 83.2% | 4.6 | 9.7 | nie liczono | nie liczono | 26.9 |
| 1971/72 | L.A Lakers  | 77  | nie liczono | 38.6 | 47.7% | –   | 81.4% | 4.2 | 8.8 | nie liczono | nie liczono | 25.8 |
| 1972/73 | L.A Lakers  | 69  | nie liczono | 35.7 | 47.9% | –   | 80.5% | 4.2 | 6.6 | nie liczono | nie liczono | 22.9 |
| 1973/74 | L.A Lakers  | 31  | nie liczono | 31.2 | 44.7% | –   | 83.3% | 3.7 | 6.7 | 2.6         | 0.7         | 20.3 |
| Razem   |             | 932 | nie liczono | 39.2 | 47.4% | –   | 81.4% | 5.8 | 6.7 | 2.6         | 0.7         | 27.0 |
|         | All-Star    | 12  | 11          | 28.4 | 45.3% | –   | 72.0% | 3.9 | 4.6 | nie liczono | nie liczono | 13.3 |

#### Play-offy
| Sezon | Drużyna     | M   | S5          | MPG  | FG%   | 3P% | FT%   | RPG | APG | SPG         | BPG         | PPG  |
| ----- | ----------- | --- | ----------- | ---- | ----- | --- | ----- | --- | --- | ----------- | ----------- | ---- |
| 1961  | L.A. Lakers | 12  | nie liczono | 38.4 | 49.0% | –   | 72.6% | 8.7 | 5.3 | nie liczono | nie liczono | 22.9 |
| 1962  | L.A Lakers  | 13  | nie liczono | 42.8 | 46.5% | –   | 80.7% | 6.8 | 4.4 | nie liczono | nie liczono | 31.5 |
| 1963  | L.A Lakers  | 13  | nie liczono | 41.4 | 50.3% | –   | 74.0% | 8.2 | 4.7 | nie liczono | nie liczono | 27.8 |
| 1964  | L.A Lakers  | 5   | nie liczono | 41.2 | 49.6% | –   | 79.2% | 7.2 | 3.4 | nie liczono | nie liczono | 31.2 |
| 1965  | L.A Lakers  | 11  | nie liczono | 42.7 | 44.2% | –   | 89.0% | 5.7 | 5.3 | nie liczono | nie liczono | 40.6 |
| 1966  | L.A Lakers  | 14  | nie liczono | 44.2 | 51.8% | –   | 87.2% | 6.3 | 5.6 | nie liczono | nie liczono | 34.2 |
| 1967  | L.A Lakers  | 1   | nie liczono | 1.0  | –     | –   | –     | 1.0 | 0.0 | nie liczono | nie liczono | 0.0  |
| 1968  | L.A Lakers  | 15  | nie liczono | 41.5 | 52.7% | –   | 78.1% | 5.4 | 5.5 | nie liczono | nie liczono | 30.8 |
| 1969  | L.A Lakers  | 18  | nie liczono | 42.1 | 46.3% | –   | 80.4% | 3.9 | 7.5 | nie liczono | nie liczono | 30.9 |
| 1970  | L.A Lakers  | 18  | nie liczono | 46.1 | 46.9% | –   | 80.2% | 3.7 | 8.4 | nie liczono | nie liczono | 31.2 |
| 1972  | L.A Lakers  | 15  | nie liczono | 40.5 | 37.6% | –   | 83.0% | 4.9 | 8.9 | nie liczono | nie liczono | 22.9 |
| 1973  | L.A Lakers  | 17  | nie liczono | 37.5 | 44.9% | –   | 78.0% | 4.5 | 7.8 | nie liczono | nie liczono | 23.6 |
| 1974  | L.A Lakers  | 1   | nie liczono | 14.0 | 22.2% | –   | –     | 2.0 | 1.0 | 0.0         | 0.0         | 4.0  |
| Razem |             | 153 | nie liczono | 41.3 | 46.9% | –   | 80.5% | 5.6 | 6.3 | 0.0         | 0.0         | 29.1 |

### Statystyki trenerskie
Na podstawie Basketball-Reference.com (ang.)
| Zespół      | Sezon   | M   | Z   | P   | Z-P% | Miejsce              | MP | ZP | PP | PZ-P% | Wynik                           |
| ----------- | ------- | --- | --- | --- | ---- | -------------------- | -- | -- | -- | ----- | ------------------------------- |
| L.A. Lakers | 1976/77 | 82  | 53  | 29  | 64.6 | 1 w dywizji Pacyfiku | 17 | 9  | 8  | 52.9  | Porażka w finale konferencji    |
| L.A. Lakers | 1977/78 | 82  | 45  | 37  | 54.9 | 4 w dywizji Pacyfiku | 3  | 1  | 2  | 33.3  | Porażka w 1. rundzie            |
| L.A. Lakers | 1978/79 | 82  | 47  | 35  | 57.3 | 3 w dywizji Pacyfiku | 8  | 3  | 5  | 37.5  | Porażka w półfinale konferencji |
| Kariera     |         | 246 | 145 | 101 | 58.9 |                      | 22 | 8  | 14 | 36.4  |                                 |